# Serie A 2022-2023 (calcio femminile)
L'edizione 2022-2023 è stata la cinquantaseiesima edizione del campionato italiano di Serie A di calcio femminile.
Il campionato, iniziato il 27 agosto 2022 e concluso il 27 maggio 2023, è stato il primo a carattere professionistico.
La squadra campione in carica era la Juventus, la Roma ha vinto lo scudetto, per la prima volta nella sua storia.

## Stagione

### Novità
Rispetto all'edizione precedente, il numero di squadre partecipanti è passato da 12 a 10. Infatti, dalla Serie A 2021-2022 sono state retrocesse in Serie B il Napoli, la Lazio e il Verona, mentre dalla Serie B 2021-2022 è stato promosso solamente il Como.
Il Parma Calcio 1913 ha acquistato la società Empoli Ladies FBC e l'ha rinominata in Parma Calcio 2022.

### Formato
Con la riduzione del numero di squadre partecipanti a 10, anche il formato della competizione è stato cambiato. La Serie A si è svolta in due fasi. Nella prima fase le 10 squadre partecipanti si sono affrontate in un girone all'italiana con partite di andata e ritorno, per un totale di 18 giornate. Nella seconda fase le prime cinque classificate hanno partecipato alla poule scudetto e le ultime cinque classificate alla poule salvezza. Ciascuna squadra è partita nella seconda fase con i punti conquistati nel corso della prima fase. In entrambe le poule le 5 squadre partecipanti si sono affrontate in un girone all'italiana con partite di andata e ritorno, per un totale di altre 10 giornate, con due turni di riposo per ciascuna squadra. Al termine della seconda fase, nella poule scudetto la prima classificata è diventata campione d'Italia ed accederà alla UEFA Women's Champions League 2023-2024 assieme alla seconda classificata. Invece, nella poule salvezza l'ultima classificata è retrocessa direttamente in Serie B, mentre la penultima ha affrontato la seconda classificata in Serie B per un posto in Serie A.

## Squadre partecipanti
| Club       | Stagione | Città                  | Stadio                                            | Stagione precedente           |
| ---------- | -------- | ---------------------- | ------------------------------------------------- | ----------------------------- |
| Como       | dettagli | Como                   | Stadio Ferruccio (Seregno)                        | 1º posto in Serie B, promosso |
| Fiorentina | dettagli | Firenze                | Stadio comunale Pietro Torrini (Sesto Fiorentino) | 7º posto in Serie A           |
| Inter      | dettagli | Milano                 | Stadio Ernesto Breda (Sesto San Giovanni)         | 5º posto in Serie A           |
| Juventus   | dettagli | Torino                 | Juventus Training Center (Vinovo)                 | 1º posto in Serie A           |
| Milan      | dettagli | Milano                 | Puma House of Football-Centro P. Vismara          | 3º posto in Serie A           |
| Parma      | dettagli | Parma                  | Stadio Ennio Tardini                              | 9º posto in Serie A           |
| Pomigliano | dettagli | Pomigliano d'Arco (NA) | Campo sportivo comunale (Palma Campania)          | 8º posto in Serie A           |
| Roma       | dettagli | Roma                   | Stadio Tre Fontane                                | 2º posto in Serie A           |
| Sampdoria  | dettagli | Genova                 | Campo sportivo Tre Campanili (Bogliasco)          | 6º posto in Serie A           |
| Sassuolo   | dettagli | Sassuolo (MO)          | Stadio Enzo Ricci                                 | 4º posto in Serie A           |

## Allenatori e primatiste
| Squadra    | Allenatore | Giocatrice più presente (tra parentesi il numero delle presenze) | Capocannoniere (tra parentesi il numero dei gol segnati) |
| ---------- | --- | ---------------------------------------------------------------- | -------------------------------------------------------- |
| Como       | Sebastiàn De La Fuente | Miriam Picchi (26)                                               | Chiara Beccari, Julia Karlernäs (5)                      |
| Fiorentina | Patrizia Panico | Alice Tortelli (26)                                              | Verónica Boquete (8)                                     |
| Inter      | Rita Guarino | Elisa Polli (25)                                                 | Tabitha Chawinga (23)                                    |
| Juventus   | Joe Montemurro | Sofia Cantore, Arianna Caruso (25)                               | Cristiana Girelli (15)                                   |
| Milan      | Maurizio Ganz | Laura Giuliani (26)                                              | Martina Piemonte (13)                                    |
| Parma      | Fabio Ulderici (1ª-8ª) Domenico Panico (9ª-28ª)                                                                                     | Bianca Giulia Bardin (26)                                        | Melania Martinovic (6)                                   |
| Pomigliano | Nicola Romaniello (1ª-5ª) Gerardo Alfano (6ª) Carlo Sanchez (7ª-22ª) Nicola Romaniello (23ª-24ª) Carlo Sanchez (25ª-28ª e play-out) | Sara Cetinja, Ana Lucía Martínez, Angela Passeri (26)            | Taty (7)                                                 |
| Roma       | Alessandro Spugna | Benedetta Glionna, Giada Greggi, Emilie Haavi, Moeka Minami (25) | Valentina Giacinti (13)                                  |
| Sampdoria  | Antonio Cincotta (1ª-18ª) Salvatore Mango (19ª-28ª)                                                                                 | Cecilia Re (26)                                                  | Agnese Bonfantini (7)                                    |
| Sassuolo   | Gianpiero Piovani | Caroline Pleidrup (26)                                           | Lana Clelland (10)                                       |

## Prima fase

### Classifica finale
Fonte: sito ufficiale FIGC.
|  | Pos. | Squadra    | Pt | G  | V  | N | P  | GF | GS | DR  |
|  | ---- | ---------- | -- | -- | -- | - | -- | -- | -- | --- |
|  | 1.   | Roma       | 48 | 18 | 16 | 0 | 2  | 43 | 12 | +31 |
|  | 2.   | Juventus   | 40 | 18 | 12 | 4 | 2  | 46 | 17 | +29 |
|  | 3.   | Inter      | 35 | 18 | 10 | 5 | 3  | 45 | 20 | +25 |
|  | 4.   | Milan      | 34 | 18 | 11 | 1 | 6  | 38 | 27 | +11 |
|  | 5.   | Fiorentina | 34 | 18 | 11 | 1 | 6  | 30 | 30 | 0   |
|  | 6.   | Sassuolo   | 17 | 18 | 4  | 5 | 9  | 18 | 28 | -10 |
|  | 7.   | Pomigliano | 14 | 18 | 4  | 2 | 12 | 14 | 31 | -17 |
|  | 8.   | Parma      | 13 | 18 | 3  | 4 | 11 | 18 | 41 | -23 |
|  | 9.   | Como       | 11 | 18 | 2  | 5 | 11 | 18 | 35 | -17 |
|  | 10.  | Sampdoria  | 10 | 18 | 3  | 1 | 14 | 9  | 38 | -29 |

Legenda:
      Ammessa alla poule scudetto.
      Ammessa alla poule salvezza.
Regolamento:
Tre punti a vittoria, uno a pareggio, zero a sconfitta.
In caso di arrivo di due o più squadre a pari punti, la graduatoria verrà stilata secondo la classifica avulsa tra le squadre interessate che prevede, in ordine, i seguenti criteri:
- Punti negli scontri diretti
- Differenza reti negli scontri diretti
- Differenza reti generale
- Reti realizzate in generale
- Sorteggio

### Risultati

#### Tabellone
|            | Com  | Fio  | Int  | Juv  | Mil  | Par  | Pom  | Rom  | Sam  | Sas  |
| ---------- | ---- | ---- | ---- | ---- | ---- | ---- | ---- | ---- | ---- | ---- |
| Como       | –––– | 2-3  | 1-3  | 0-6  | 0-4  | 4-1  | 0-1  | 0-1  | 0-1  | 2-2  |
| Fiorentina | 2-1  | –––– | 0-0  | 0-3  | 1-6  | 2-1  | 2-0  | 1-7  | 2-1  | 2-0  |
| Inter      | 1-1  | 3-1  | –––– | 0-2  | 4-0  | 4-1  | 6-1  | 1-2  | 4-0  | 3-0  |
| Juventus   | 1-1  | 2-0  | 3-3  | –––– | 1-2  | 2-1  | 3-0  | 1-0  | 5-0  | 1-1  |
| Milan      | 3-3  | 1-3  | 1-4  | 4-3  | –––– | 2-0  | 1-0  | 0-2  | 2-1  | 3-1  |
| Parma      | 1-0  | 0-4  | 2-2  | 1-2  | 0-4  | –––– | 1-3  | 2-3  | 3-1  | 2-1  |
| Pomigliano | 2-2  | 0-1  | 1-2  | 1-2  | 2-1  | 0-0  | –––– | 0-2  | 1-0  | 0-2  |
| Roma       | 1-0  | 2-1  | 3-2  | 2-4  | 2-0  | 5-0  | 2-0  | –––– | 2-0  | 5-0  |
| Sampdoria  | 0-1  | 1-4  | 0-2  | 0-4  | 0-3  | 0-0  | 2-1  | 0-1  | –––– | 0-2  |
| Sassuolo   | 2-0  | 0-1  | 1-1  | 1-1  | 0-1  | 2-2  | 2-1  | 0-1  | 1-2  | –––– |

#### Calendario
Il calendario è stato pubblicato il 28 luglio 2022.
| andata (1ª) | andata (1ª) | 1ª giornata        | ritorno (10ª) | ritorno (10ª) |
|             |             |                    |               |               |
| 27 ago.     | 0-6         | Como-Juventus      | 1-1           | 27 nov.       |
| 28 ago.     | 1-3         | Milan-Fiorentina   | 6-1           | 26 nov.       |
| 28 ago.     | 0-2         | Pomigliano-Roma    | 0-2           | 26 nov.       |
| 28 ago.     | 1-2         | Sassuolo-Sampdoria | 2-0           | 27 nov.       |
| 28 ago.     | 4-1         | Inter-Parma        | 2-2           | 28 nov.       |

| andata (2ª) | andata (2ª) | 2ª giornata          | ritorno (11ª) | ritorno (11ª) |
|             |             |                      |               |               |
| 10 set.     | 2-0         | Roma-Milan           | 2-0           | 4 dic.        |
| 11 set.     | 2-1         | Fiorentina-Como      | 3-2           | 4 dic.        |
| 11 set.     | 3-3         | Juventus-Inter       | 2-0           | 3 dic.        |
| 11 set.     | 2-1         | Sampdoria-Pomigliano | 0-1           | 3 dic.        |
| 12 set.     | 2-1         | Parma-Sassuolo       | 2-2           | 4 dic.        |

| andata (1ª) | andata (1ª) | 1ª giornata        | ritorno (10ª) | ritorno (10ª) |
|             |             |                    |               |               |
| 27 ago.     | 0-6         | Como-Juventus      | 1-1           | 27 nov.       |
| 28 ago.     | 1-3         | Milan-Fiorentina   | 6-1           | 26 nov.       |
| 28 ago.     | 0-2         | Pomigliano-Roma    | 0-2           | 26 nov.       |
| 28 ago.     | 1-2         | Sassuolo-Sampdoria | 2-0           | 27 nov.       |
| 28 ago.     | 4-1         | Inter-Parma        | 2-2           | 28 nov.       |

| andata (2ª) | andata (2ª) | 2ª giornata          | ritorno (11ª) | ritorno (11ª) |
|             |             |                      |               |               |
| 10 set.     | 2-0         | Roma-Milan           | 2-0           | 4 dic.        |
| 11 set.     | 2-1         | Fiorentina-Como      | 3-2           | 4 dic.        |
| 11 set.     | 3-3         | Juventus-Inter       | 2-0           | 3 dic.        |
| 11 set.     | 2-1         | Sampdoria-Pomigliano | 0-1           | 3 dic.        |
| 12 set.     | 2-1         | Parma-Sassuolo       | 2-2           | 4 dic.        |

| andata (3ª) | andata (3ª) | 3ª giornata      | ritorno (12ª) | ritorno (12ª) |
|             |             |                  |               |               |
| 18 set.     | 0-1         | Como-Sampdoria   | 1-0           | 11 dic.       |
| 18 set.     | 2-1         | Fiorentina-Parma | 4-0           | 10 dic.       |
| 17 set.     | 6-1         | Inter-Pomigliano | 2-1           | 10 dic.       |
| 18 set.     | 3-1         | Milan-Sassuolo   | 1-0           | 10 dic.       |
| 16 set.     | 1-0         | Juventus-Roma    | 4-2           | 11 dic.       |

| andata (4ª) | andata (4ª) | 4ª giornata       | ritorno (13ª) | ritorno (13ª) |
|             |             |                   |               |               |
| 24 set.     | 0-4         | Parma-Milan       | 0-2           | 15 gen.       |
| 25 set.     | 2-2         | Pomigliano-Como   | 1-0           | 14 gen.       |
| 24 set.     | 2-1         | Roma-Fiorentina   | 7-1           | 14 gen.       |
| 25 set.     | 0-2         | Sampdoria-Inter   | 0-4           | 14 gen.       |
| 24 set.     | 1-1         | Sassuolo-Juventus | 1-1           | 15 gen.       |

| andata (3ª) | andata (3ª) | 3ª giornata      | ritorno (12ª) | ritorno (12ª) |
|             |             |                  |               |               |
| 18 set.     | 0-1         | Como-Sampdoria   | 1-0           | 11 dic.       |
| 18 set.     | 2-1         | Fiorentina-Parma | 4-0           | 10 dic.       |
| 17 set.     | 6-1         | Inter-Pomigliano | 2-1           | 10 dic.       |
| 18 set.     | 3-1         | Milan-Sassuolo   | 1-0           | 10 dic.       |
| 16 set.     | 1-0         | Juventus-Roma    | 4-2           | 11 dic.       |

| andata (4ª) | andata (4ª) | 4ª giornata       | ritorno (13ª) | ritorno (13ª) |
|             |             |                   |               |               |
| 24 set.     | 0-4         | Parma-Milan       | 0-2           | 15 gen.       |
| 25 set.     | 2-2         | Pomigliano-Como   | 1-0           | 14 gen.       |
| 24 set.     | 2-1         | Roma-Fiorentina   | 7-1           | 14 gen.       |
| 25 set.     | 0-2         | Sampdoria-Inter   | 0-4           | 14 gen.       |
| 24 set.     | 1-1         | Sassuolo-Juventus | 1-1           | 15 gen.       |

| andata (5ª) | andata (5ª) | 5ª giornata         | ritorno (14ª) | ritorno (14ª) |
|             |             |                     |               |               |
| 30 set.     | 1-3         | Como-Inter          | 1-1           | 22 gen.       |
| 1º ott.     | 2-0         | Fiorentina-Sassuolo | 1-0           | 21 gen.       |
| 2 ott.      | 3-0         | Juventus-Pomigliano | 2-1           | 22 gen.       |
| 1º ott.     | 2-1         | Milan-Sampdoria     | 3-0           | 21 gen.       |
| 2 ott.      | 5-0         | Roma-Parma          | 3-2           | 22 gen.       |

| andata (6ª) | andata (6ª) | 6ª giornata           | ritorno (15ª) | ritorno (15ª) |
|             |             |                       |               |               |
| 15 ott.     | 4-1         | Como-Parma            | 0-1           | 29 gen.       |
| 15 ott.     | 4-0         | Inter-Milan           | 4-1           | 28 gen.       |
| 15 ott.     | 0-1         | Pomigliano-Fiorentina | 0-2           | 28 gen.       |
| 16 ott.     | 0-4         | Sampdoria-Juventus    | 0-5           | 29 gen.       |
| 16 ott.     | 0-1         | Sassuolo-Roma         | 0-5           | 29 gen.       |

| andata (5ª) | andata (5ª) | 5ª giornata         | ritorno (14ª) | ritorno (14ª) |
|             |             |                     |               |               |
| 30 set.     | 1-3         | Como-Inter          | 1-1           | 22 gen.       |
| 1º ott.     | 2-0         | Fiorentina-Sassuolo | 1-0           | 21 gen.       |
| 2 ott.      | 3-0         | Juventus-Pomigliano | 2-1           | 22 gen.       |
| 1º ott.     | 2-1         | Milan-Sampdoria     | 3-0           | 21 gen.       |
| 2 ott.      | 5-0         | Roma-Parma          | 3-2           | 22 gen.       |

| andata (6ª) | andata (6ª) | 6ª giornata           | ritorno (15ª) | ritorno (15ª) |
|             |             |                       |               |               |
| 15 ott.     | 4-1         | Como-Parma            | 0-1           | 29 gen.       |
| 15 ott.     | 4-0         | Inter-Milan           | 4-1           | 28 gen.       |
| 15 ott.     | 0-1         | Pomigliano-Fiorentina | 0-2           | 28 gen.       |
| 16 ott.     | 0-4         | Sampdoria-Juventus    | 0-5           | 29 gen.       |
| 16 ott.     | 0-1         | Sassuolo-Roma         | 0-5           | 29 gen.       |

| andata (7ª) | andata (7ª) | 7ª giornata          | ritorno (16ª) | ritorno (16ª) |
|             |             |                      |               |               |
| 23 ott.     | 2-1         | Fiorentina-Sampdoria | 4-1           | 4 feb.        |
| 22 ott.     | 4-3         | Milan-Juventus       | 2-1           | 4 feb.        |
| 22 ott.     | 1-3         | Parma-Pomigliano     | 0-0           | 4 feb.        |
| 23 ott.     | 1-0         | Roma-Como            | 1-0           | 4 feb.        |
| 23 ott.     | 1-1         | Sassuolo-Inter       | 0-3           | 5 feb.        |

| andata (8ª) | andata (8ª) | 8ª giornata         | ritorno (17ª) | ritorno (17ª) |
|             |             |                     |               |               |
| 30 ott.     | 2-2         | Como-Sassuolo       | 0-2           | 12 feb.       |
| 29 ott.     | 1-2         | Inter-Roma          | 2-3           | 11 feb.       |
| 30 ott.     | 2-0         | Juventus-Fiorentina | 3-0           | 11 feb.       |
| 29 ott.     | 2-1         | Pomigliano-Milan    | 0-1           | 12 feb.       |
| 30 ott.     | 0-0         | Sampdoria-Parma     | 1-3           | 12 feb.       |

| andata (7ª) | andata (7ª) | 7ª giornata          | ritorno (16ª) | ritorno (16ª) |
|             |             |                      |               |               |
| 23 ott.     | 2-1         | Fiorentina-Sampdoria | 4-1           | 4 feb.        |
| 22 ott.     | 4-3         | Milan-Juventus       | 2-1           | 4 feb.        |
| 22 ott.     | 1-3         | Parma-Pomigliano     | 0-0           | 4 feb.        |
| 23 ott.     | 1-0         | Roma-Como            | 1-0           | 4 feb.        |
| 23 ott.     | 1-1         | Sassuolo-Inter       | 0-3           | 5 feb.        |

| andata (8ª) | andata (8ª) | 8ª giornata         | ritorno (17ª) | ritorno (17ª) |
|             |             |                     |               |               |
| 30 ott.     | 2-2         | Como-Sassuolo       | 0-2           | 12 feb.       |
| 29 ott.     | 1-2         | Inter-Roma          | 2-3           | 11 feb.       |
| 30 ott.     | 2-0         | Juventus-Fiorentina | 3-0           | 11 feb.       |
| 29 ott.     | 2-1         | Pomigliano-Milan    | 0-1           | 12 feb.       |
| 30 ott.     | 0-0         | Sampdoria-Parma     | 1-3           | 12 feb.       |

| \| andata (9ª) \| andata (9ª) \| 9ª giornata \| ritorno (18ª) \| ritorno (18ª) \| \| \| \| \| \| \| \| 20 nov. \| 0-0 \| Fiorentina-Inter \| 1-3 \| 25 feb. \| \| 20 nov. \| 3-3 \| Milan-Como \| 4-0 \| 26 feb. \| \| 19 nov. \| 1-2 \| Parma-Juventus \| 1-2 \| 26 feb. \| \| 19 nov. \| 2-0 \| Roma-Sampdoria \| 1-0 \| 26 feb. \| \| 20 nov. \| 2-1 \| Sassuolo-Pomigliano \| 2-0 \| 25 feb. \| |             |                     |               |               |
| andata (9ª) | andata (9ª) | 9ª giornata         | ritorno (18ª) | ritorno (18ª) |
| |             |                     |               |               |
| 20 nov. | 0-0         | Fiorentina-Inter    | 1-3           | 25 feb.       |
| 20 nov. | 3-3         | Milan-Como          | 4-0           | 26 feb.       |
| 19 nov. | 1-2         | Parma-Juventus      | 1-2           | 26 feb.       |
| 19 nov. | 2-0         | Roma-Sampdoria      | 1-0           | 26 feb.       |
| 20 nov. | 2-1         | Sassuolo-Pomigliano | 2-0           | 25 feb.       |

| andata (9ª) | andata (9ª) | 9ª giornata         | ritorno (18ª) | ritorno (18ª) |
|             |             |                     |               |               |
| 20 nov.     | 0-0         | Fiorentina-Inter    | 1-3           | 25 feb.       |
| 20 nov.     | 3-3         | Milan-Como          | 4-0           | 26 feb.       |
| 19 nov.     | 1-2         | Parma-Juventus      | 1-2           | 26 feb.       |
| 19 nov.     | 2-0         | Roma-Sampdoria      | 1-0           | 26 feb.       |
| 20 nov.     | 2-1         | Sassuolo-Pomigliano | 2-0           | 25 feb.       |

### Statistiche

#### Squadre

##### Capoliste solitarie
|    | —— | —— | ——    | ——    | ——    | —— | ——   | ——   | ——   | ——   | ——   | ——   | ——   | ——   | ——   | ——   | ——   | —— |  |
|    |    |    | Inter | Inter | Inter |    | Roma | Roma | Roma | Roma | Roma | Roma | Roma | Roma | Roma | Roma | Roma |    |  |
|    |    |    |       |       |       |    |      |      |      |      |      |      |      |      |      |      |      |    |  |
|    |    |    |       |       |       |    |      |      |      |      |      |      |      |      |      |      |      |    |  |
| 1ª | 2ª | 3ª | 4ª    | 5ª    | 6ª    | 7ª | 8ª   | 9ª   | 10ª  | 11ª  | 12ª  | 13ª  | 14ª  | 15ª  | 16ª  | 17ª  | 18ª  |    |  |

##### Classifica in divenire
|            | 1ª | 2ª | 3ª | 4ª | 5ª | 6ª | 7ª | 8ª | 9ª | 10ª | 11ª | 12ª | 13ª | 14ª | 15ª | 16ª | 17ª | 18ª |
| ---------- | -- | -- | -- | -- | -- | -- | -- | -- | -- | --- | --- | --- | --- | --- | --- | --- | --- | --- |
| Como       | 0  | 0  | 0  | 1  | 1  | 4  | 4  | 5  | 6  | 7   | 7   | 10  | 10  | 11  | 11  | 11  | 11  | 11  |
| Fiorentina | 3  | 6  | 9  | 9  | 12 | 15 | 18 | 18 | 19 | 19  | 22  | 25  | 25  | 28  | 31  | 34  | 34  | 34  |
| Inter      | 3  | 4  | 7  | 10 | 13 | 16 | 17 | 17 | 18 | 19  | 19  | 22  | 25  | 26  | 29  | 32  | 32  | 35  |
| Juventus   | 3  | 4  | 7  | 8  | 11 | 14 | 14 | 17 | 20 | 21  | 24  | 27  | 28  | 31  | 34  | 34  | 37  | 40  |
| Milan      | 0  | 0  | 3  | 6  | 9  | 9  | 12 | 12 | 13 | 16  | 16  | 19  | 22  | 25  | 25  | 28  | 31  | 34  |
| Parma      | 0  | 3  | 3  | 3  | 3  | 3  | 3  | 4  | 4  | 5   | 6   | 6   | 6   | 6   | 9   | 10  | 13  | 13  |
| Pomigliano | 0  | 0  | 0  | 1  | 1  | 1  | 4  | 7  | 7  | 7   | 10  | 10  | 13  | 13  | 13  | 14  | 14  | 14  |
| Roma       | 3  | 6  | 6  | 9  | 12 | 15 | 18 | 21 | 24 | 27  | 30  | 30  | 33  | 36  | 39  | 42  | 45  | 48  |
| Sampdoria  | 3  | 6  | 9  | 9  | 9  | 9  | 9  | 10 | 10 | 10  | 10  | 10  | 10  | 10  | 10  | 10  | 10  | 10  |
| Sassuolo   | 0  | 0  | 0  | 1  | 1  | 1  | 2  | 3  | 6  | 9   | 10  | 10  | 11  | 11  | 11  | 11  | 14  | 17  |

## Poule scudetto
Alla poule scudetto sono state ammesse le prime cinque classificate nella prima fase e ciascuna squadra ha mantenuto i punti conquistati nella prima fase.

### Classifica finale
Fonte: sito ufficiale FIGC.
|  | Pos. | Squadra    | Pt | G  | V  | N | P  | GF | GS | DR  |
|  | ---- | ---------- | -- | -- | -- | - | -- | -- | -- | --- |
|  | 1.   | Roma       | 67 | 26 | 22 | 1 | 3  | 68 | 26 | +42 |
|  | 2.   | Juventus   | 54 | 26 | 16 | 6 | 4  | 69 | 35 | +34 |
|  | 3.   | Milan      | 44 | 26 | 13 | 5 | 8  | 52 | 42 | +10 |
|  | 4.   | Fiorentina | 42 | 26 | 13 | 3 | 10 | 44 | 51 | -7  |
|  | 5.   | Inter      | 39 | 26 | 11 | 6 | 9  | 55 | 38 | +17 |

Legenda:
      Campione d'Italia e ammessa alla UEFA Women's Champions League 2023-2024.
      Ammessa alla UEFA Women's Champions League 2023-2024.
Note:

Punti portati dalla prima fase:
Roma: 48 punti
Juventus: 40 punti
Inter: 35 punti
Milan: 34 punti
Fiorentina: 34 punti
Regolamento:
Tre punti a vittoria, uno a pareggio, zero a sconfitta.
In caso di arrivo di due o più squadre a pari punti, la graduatoria verrà stilata secondo la classifica avulsa tra le squadre interessate che prevede, in ordine, i seguenti criteri:
- Punti negli scontri diretti
- Differenza reti negli scontri diretti
- Differenza reti generale
- Reti realizzate in generale
- Sorteggio

### Squadra campione
| Formazione tipo (4-2-3-1) | Giocatori (presenze)     |
| --- | ------------------------ |
| Caesar Bartoli Wenninger Linari Minami Giugliano Greggi Serturini Andressa Haavi Giacinti | Camelia Ceasar (18)      |
| Caesar Bartoli Wenninger Linari Minami Giugliano Greggi Serturini Andressa Haavi Giacinti | Elisa Bartoli (18)       |
| Caesar Bartoli Wenninger Linari Minami Giugliano Greggi Serturini Andressa Haavi Giacinti | Carina Wenninger (21)    |
| Caesar Bartoli Wenninger Linari Minami Giugliano Greggi Serturini Andressa Haavi Giacinti | Elena Linari (20)        |
| Caesar Bartoli Wenninger Linari Minami Giugliano Greggi Serturini Andressa Haavi Giacinti | Moeka Minami (25)        |
| Caesar Bartoli Wenninger Linari Minami Giugliano Greggi Serturini Andressa Haavi Giacinti | Manuela Giugliano (23)   |
| Caesar Bartoli Wenninger Linari Minami Giugliano Greggi Serturini Andressa Haavi Giacinti | Giada Greggi (25)        |
| Caesar Bartoli Wenninger Linari Minami Giugliano Greggi Serturini Andressa Haavi Giacinti | Annamaria Serturini (23) |
| Caesar Bartoli Wenninger Linari Minami Giugliano Greggi Serturini Andressa Haavi Giacinti | Andressa (23)            |
| Caesar Bartoli Wenninger Linari Minami Giugliano Greggi Serturini Andressa Haavi Giacinti | Emilie Haavi (25)        |
| Caesar Bartoli Wenninger Linari Minami Giugliano Greggi Serturini Andressa Haavi Giacinti | Valentina Giacinti (25)  |
| Altri giocatori: Benedetta Glionna (25), Norma Cinotti (19), Sophie Roman Haug (18), Claudia Ciccotti (13), Zara Kramžar (12), Lucia Di Guglielmo (10), Elin Landström (10), Paloma Lázaro (9), Beata Kollmats (8), Emma Lind (6), Victoria Losada (6), Alva Selerud (6), Stéphanie Öhrström (2), Mina Schaathun Bergersen (2), Maria Grazia Petrara (1), Emanuela Testa (1). |                          |

### Risultati

#### Tabellone
|            | Fio  | Int  | Juv  | Mil  | Rom  |
| ---------- | ---- | ---- | ---- | ---- | ---- |
| Fiorentina | –––– | 1-0  | 4-2  | 1-1  | 1-5  |
| Inter      | 4-0  | –––– | 1-3  | 0-1  | 1-6  |
| Juventus   | 4-3  | 2-2  | –––– | 2-0  | 5-2  |
| Milan      | 3-3  | 3-1  | 3-3  | –––– | 2-2  |
| Roma       | 2-1  | 2-1  | 3-2  | 3-1  | –––– |

#### Calendario
Il calendario della poule scudetto è stato pubblicato il 28 febbraio 2023.
| andata (1ª) | andata (1ª) | 1ª giornata     | ritorno (6ª) | ritorno (6ª) |
|             |             |                 |              |              |
| 17 mar.     | 1-5         | Fiorentina-Roma | 1-2          | 29 apr.      |
| 18 mar.     | 2-0         | Juventus-Milan  | 3-3          | 30 apr.      |
|             |             | Riposa: Inter   |              |              |

| andata (2ª) | andata (2ª) | 2ª giornata      | ritorno (7ª) | ritorno (7ª) |
|             |             |                  |              |              |
| 25 mar.     | 1-3         | Inter-Juventus   | 2-2          | 6 mag.       |
| 26 mar.     | 3-3         | Milan-Fiorentina | 1-1          | 7 mag.       |
|             |             | Riposa: Roma     |              |              |

| andata (1ª) | andata (1ª) | 1ª giornata     | ritorno (6ª) | ritorno (6ª) |
|             |             |                 |              |              |
| 17 mar.     | 1-5         | Fiorentina-Roma | 1-2          | 29 apr.      |
| 18 mar.     | 2-0         | Juventus-Milan  | 3-3          | 30 apr.      |
|             |             | Riposa: Inter   |              |              |

| andata (2ª) | andata (2ª) | 2ª giornata      | ritorno (7ª) | ritorno (7ª) |
|             |             |                  |              |              |
| 25 mar.     | 1-3         | Inter-Juventus   | 2-2          | 6 mag.       |
| 26 mar.     | 3-3         | Milan-Fiorentina | 1-1          | 7 mag.       |
|             |             | Riposa: Roma     |              |              |

| andata (3ª) | andata (3ª) | 3ª giornata      | ritorno (8ª) | ritorno (8ª) |
|             |             |                  |              |              |
| 2 apr.      | 1-0         | Fiorentina-Inter | 0-4          | 13 mag.      |
| 1º apr.     | 3-1         | Roma-Milan       | 2-2          | 13 mag.      |
|             |             | Riposa: Juventus |              |              |

| andata (4ª) | andata (4ª) | 4ª giornata         | ritorno (9ª) | ritorno (9ª) |
|             |             |                     |              |              |
| 15 apr.     | 1-6         | Inter-Roma          | 1-2          | 20 mag.      |
| 16 apr.     | 4-3         | Juventus-Fiorentina | 2-4          | 21 mag.      |
|             |             | Riposa: Milan       |              |              |

| andata (3ª) | andata (3ª) | 3ª giornata      | ritorno (8ª) | ritorno (8ª) |
|             |             |                  |              |              |
| 2 apr.      | 1-0         | Fiorentina-Inter | 0-4          | 13 mag.      |
| 1º apr.     | 3-1         | Roma-Milan       | 2-2          | 13 mag.      |
|             |             | Riposa: Juventus |              |              |

| andata (4ª) | andata (4ª) | 4ª giornata         | ritorno (9ª) | ritorno (9ª) |
|             |             |                     |              |              |
| 15 apr.     | 1-6         | Inter-Roma          | 1-2          | 20 mag.      |
| 16 apr.     | 4-3         | Juventus-Fiorentina | 2-4          | 21 mag.      |
|             |             | Riposa: Milan       |              |              |

| \| andata (5ª) \| andata (5ª) \| 5ª giornata \| ritorno (10ª) \| ritorno (10ª) \| \| \| \| \| \| \| \| 22 apr. \| 3-1 \| Milan-Inter \| 1-0 \| 27 mag. \| \| 22 apr. \| 3-2 \| Roma-Juventus \| 2-5 \| 27 mag. \| \| \| \| Riposa: Fiorentina \| \| \| |             |                    |               |               |
| andata (5ª) | andata (5ª) | 5ª giornata        | ritorno (10ª) | ritorno (10ª) |
| |             |                    |               |               |
| 22 apr. | 3-1         | Milan-Inter        | 1-0           | 27 mag.       |
| 22 apr. | 3-2         | Roma-Juventus      | 2-5           | 27 mag.       |
| |             | Riposa: Fiorentina |               |               |

| andata (5ª) | andata (5ª) | 5ª giornata        | ritorno (10ª) | ritorno (10ª) |
|             |             |                    |               |               |
| 22 apr.     | 3-1         | Milan-Inter        | 1-0           | 27 mag.       |
| 22 apr.     | 3-2         | Roma-Juventus      | 2-5           | 27 mag.       |
|             |             | Riposa: Fiorentina |               |               |

### Statistiche

#### Squadre

##### Capoliste solitarie
|      | —— | —— | —— | —— | —— | —— | —— | —— | ——  | —— |  |
| Roma |    |    |    |    |    |    |    |    |     |    |  |
|      |    |    |    |    |    |    |    |    |     |    |  |
|      |    |    |    |    |    |    |    |    |     |    |  |
| 1ª   | 2ª | 3ª | 4ª | 5ª | 6ª | 7ª | 8ª | 9ª | 10ª |    |  |

##### Classifica in divenire
|            | 1ª | 2ª | 3ª | 4ª | 5ª | 6ª | 7ª | 8ª | 9ª | 10ª |
| ---------- | -- | -- | -- | -- | -- | -- | -- | -- | -- | --- |
| Fiorentina | 34 | 35 | 38 | 38 | 38 | 38 | 39 | 39 | 42 | 42  |
| Inter      | 35 | 35 | 35 | 35 | 35 | 35 | 36 | 39 | 39 | 39  |
| Juventus   | 43 | 46 | 46 | 49 | 49 | 50 | 51 | 51 | 51 | 54  |
| Milan      | 34 | 35 | 35 | 35 | 38 | 39 | 40 | 41 | 41 | 44  |
| Roma       | 51 | 51 | 54 | 57 | 60 | 63 | 63 | 64 | 67 | 67  |

## Poule salvezza
Alla poule salvezza sono state ammesse le ultime cinque classificate nella prima fase e ciascuna squadra ha mantenuto i punti conquistati nella prima fase.

### Classifica finale
Fonte: sito ufficiale FIGC.
|  | Pos. | Squadra    | Pt | G  | V  | N | P  | GF | GS | DR  |
|  | ---- | ---------- | -- | -- | -- | - | -- | -- | -- | --- |
|  | 6.   | Sassuolo   | 38 | 26 | 11 | 5 | 10 | 36 | 36 | 0   |
|  | 7.   | Como       | 25 | 26 | 6  | 7 | 13 | 30 | 44 | -14 |
|  | 8.   | Sampdoria  | 21 | 26 | 6  | 3 | 17 | 23 | 50 | -27 |
|  | 9.   | Pomigliano | 21 | 26 | 6  | 3 | 17 | 26 | 49 | -23 |
|  | 10.  | Parma      | 16 | 26 | 3  | 7 | 16 | 28 | 60 | -32 |

Legenda:
  Ammessa ai play-out.
      Retrocesse in Serie B 2023-2024.
Note:

Punti portati dalla prima fase:
Sassuolo: 17 punti
Pomigliano: 14 punti
Parma: 13 punti
Como: 11 punti
Sampdoria: 10 punti
Regolamento:
Tre punti a vittoria, uno a pareggio, zero a sconfitta.
In caso di arrivo di due o più squadre a pari punti, la graduatoria verrà stilata secondo la classifica avulsa tra le squadre interessate che prevede, in ordine, i seguenti criteri:
- Punti negli scontri diretti
- Differenza reti negli scontri diretti
- Differenza reti generale
- Reti realizzate in generale
- Sorteggio

### Risultati

#### Tabellone
|            | Com  | Par  | Pom  | Sam  | Sas  |
| ---------- | ---- | ---- | ---- | ---- | ---- |
| Como       | –––– | 1-0  | 0-1  | 2-1  | 2-1  |
| Parma      | 2-2  | –––– | 2-2  | 1-1  | 0-1  |
| Pomigliano | 1-3  | 4-1  | –––– | 2-4  | 1-2  |
| Sampdoria  | 1-1  | 3-0  | 4-1  | –––– | 0-2  |
| Sassuolo   | 2-1  | 5-4  | 2-0  | 3-0  | –––– |

#### Calendario
Il calendario della poule salvezza è stato pubblicato il 28 febbraio 2023.
| andata (1ª) | andata (1ª) | 1ª giornata        | ritorno (6ª) | ritorno (6ª) |
|             |             |                    |              |              |
| 19 mar.     | 4-1         | Pomigliano-Parma   | 2-2          | 30 apr.      |
| 18 mar.     | 3-0         | Sassuolo-Sampdoria | 2-0          | 29 apr.      |
|             |             | Riposa: Como       |              |              |

| andata (2ª) | andata (2ª) | 2ª giornata        | ritorno (7ª) | ritorno (7ª) |
|             |             |                    |              |              |
| 26 mar.     | 0-1         | Parma-Sassuolo     | 4-5          | 6 mag.       |
| 25 mar.     | 1-1         | Sampdoria-Como     | 1-2          | 7 mag.       |
|             |             | Riposa: Pomigliano |              |              |

| andata (1ª) | andata (1ª) | 1ª giornata        | ritorno (6ª) | ritorno (6ª) |
|             |             |                    |              |              |
| 19 mar.     | 4-1         | Pomigliano-Parma   | 2-2          | 30 apr.      |
| 18 mar.     | 3-0         | Sassuolo-Sampdoria | 2-0          | 29 apr.      |
|             |             | Riposa: Como       |              |              |

| andata (2ª) | andata (2ª) | 2ª giornata        | ritorno (7ª) | ritorno (7ª) |
|             |             |                    |              |              |
| 26 mar.     | 0-1         | Parma-Sassuolo     | 4-5          | 6 mag.       |
| 25 mar.     | 1-1         | Sampdoria-Como     | 1-2          | 7 mag.       |
|             |             | Riposa: Pomigliano |              |              |

| andata (3ª) | andata (3ª) | 3ª giornata         | ritorno (8ª) | ritorno (8ª) |
|             |             |                     |              |              |
| 1º apr.     | 1-0         | Como-Parma          | 2-2          | 14 mag.      |
| 2 apr.      | 2-0         | Sassuolo-Pomigliano | 2-1          | 13 mag.      |
|             |             | Riposa: Sampdoria   |              |              |

| andata (4ª) | andata (4ª) | 4ª giornata      | ritorno (9ª) | ritorno (9ª) |
|             |             |                  |              |              |
| 16 apr.     | 1-1         | Parma-Sampdoria  | 0-3          | 20 mag.      |
| 15 apr.     | 1-3         | Pomigliano-Como  | 1-0          | 20 mag.      |
|             |             | Riposa: Sassuolo |              |              |

| andata (3ª) | andata (3ª) | 3ª giornata         | ritorno (8ª) | ritorno (8ª) |
|             |             |                     |              |              |
| 1º apr.     | 1-0         | Como-Parma          | 2-2          | 14 mag.      |
| 2 apr.      | 2-0         | Sassuolo-Pomigliano | 2-1          | 13 mag.      |
|             |             | Riposa: Sampdoria   |              |              |

| andata (4ª) | andata (4ª) | 4ª giornata      | ritorno (9ª) | ritorno (9ª) |
|             |             |                  |              |              |
| 16 apr.     | 1-1         | Parma-Sampdoria  | 0-3          | 20 mag.      |
| 15 apr.     | 1-3         | Pomigliano-Como  | 1-0          | 20 mag.      |
|             |             | Riposa: Sassuolo |              |              |

| \| andata (5ª) \| andata (5ª) \| 5ª giornata \| ritorno (10ª) \| ritorno (10ª) \| \| \| \| \| \| \| \| 23 apr. \| 2-1 \| Como-Sassuolo \| 1-2 \| 27 mag. \| \| 23 apr. \| 4-1 \| Sampdoria-Pomigliano \| 4-2 \| 27 mag. \| \| \| \| Riposa: Parma \| \| \| |             |                      |               |               |
| andata (5ª) | andata (5ª) | 5ª giornata          | ritorno (10ª) | ritorno (10ª) |
| |             |                      |               |               |
| 23 apr. | 2-1         | Como-Sassuolo        | 1-2           | 27 mag.       |
| 23 apr. | 4-1         | Sampdoria-Pomigliano | 4-2           | 27 mag.       |
| |             | Riposa: Parma        |               |               |

| andata (5ª) | andata (5ª) | 5ª giornata          | ritorno (10ª) | ritorno (10ª) |
|             |             |                      |               |               |
| 23 apr.     | 2-1         | Como-Sassuolo        | 1-2           | 27 mag.       |
| 23 apr.     | 4-1         | Sampdoria-Pomigliano | 4-2           | 27 mag.       |
|             |             | Riposa: Parma        |               |               |

### Statistiche

#### Squadre

##### Classifica in divenire
|            | 1ª | 2ª | 3ª | 4ª | 5ª | 6ª | 7ª | 8ª | 9ª | 10ª |
| ---------- | -- | -- | -- | -- | -- | -- | -- | -- | -- | --- |
| Como       | 11 | 12 | 15 | 18 | 21 | 21 | 24 | 25 | 25 | 25  |
| Parma      | 13 | 13 | 13 | 14 | 14 | 15 | 15 | 16 | 16 | 16  |
| Pomigliano | 17 | 17 | 17 | 17 | 17 | 18 | 18 | 18 | 21 | 21  |
| Sampdoria  | 10 | 11 | 11 | 12 | 15 | 15 | 15 | 15 | 18 | 21  |
| Sassuolo   | 20 | 23 | 26 | 26 | 26 | 29 | 32 | 35 | 35 | 38  |

## Spareggio promozione-retrocessione
Lo spareggio si è disputato tra la penultima classificata nella poule salvezza della Serie A, il Pomigliano, e la seconda classificata della Serie B, la Lazio, con partite di andata e ritorno il 3 e l'8 giugno 2023.
Vincendo in aggregato 2-1, il Pomigliano ha mantenuto la permanenza in Serie A, mentre la Lazio è rimasta in Serie B.
|            | Risultati |            | Luogo e data                  |
| ---------- | --------- | ---------- | ----------------------------- |
| Lazio      | 0-2       | Pomigliano | Formello, 3 giugno 2023       |
| Pomigliano | 0-1       | Lazio      | Palma Campania, 8 giugno 2023 |
|            |           |            |                               |

## Statistiche

### Classifica marcatrici
Comprensiva della prima e della seconda fase.
| Gol | Rigori |  | Giocatore          | Squadra                     |
| --- | ------ |  | ------------------ | --------------------------- |
| 23  |        |  | Tabitha Chawinga   | Inter                       |
| 15  | 1      |  | Cristiana Girelli  | Juventus                    |
| 13  |        |  | Valentina Giacinti | Roma                        |
| 13  | 2      |  | Martina Piemonte   | Milan                       |
| 12  |        |  | Elisa Polli        | Inter                       |
| 12  | 2      |  | Andressa Alves     | Roma                        |
| 11  |        |  | Lineth Beerensteyn | Juventus                    |
| 10  |        |  | Lana Clelland      | Sassuolo                    |
| 9   | 1      |  | Kosovare Asllani   | Milan                       |
| 8   |        |  | Barbara Bonansea   | Juventus                    |
| 8   |        |  | Emilie Haavi       | Roma                        |
| 8   | 3      |  | Agnese Bonfantini  | Juventus (1), Sampdoria (7) |
| 8   | 4      |  | Verónica Boquete   | Fiorentina                  |
| 7   |        |  | Sofia Cantore      | Juventus                    |
| 7   |        |  | Sophie Roman Haug  | Roma                        |
| 7   | 3      |  | Zsanett Kaján      | Fiorentina                  |
| 7   | 3      |  | Taty               | Pomigliano                  |

#### Squadra della stagione
La squadra della stagione è stata selezionata al termine del campionato.
| Ruolo | Naz.                 | Giocatore          | Squadra    |
| ----- | -------------------- | ------------------ | ---------- |
| P     | Italia (bandiera)    | Francesca Durante  | Inter      |
| D     | Danimarca (bandiera) | Caroline Pleidrup  | Sassuolo   |
| D     | Italia (bandiera)    | Elena Linari       | Roma       |
| D     | Giappone (bandiera)  | Moeka Minami       | Roma       |
| C     | Brasile (bandiera)   | Andressa Alves     | Roma       |
| C     | Canada (bandiera)    | Julia Grosso       | Juventus   |
| C     | Italia (bandiera)    | Giada Greggi       | Roma       |
| C     | Spagna (bandiera)    | Verónica Boquete   | Fiorentina |
| A     | Italia (bandiera)    | Valentina Giacinti | Roma       |
| A     | Malawi (bandiera)    | Tabitha Chawinga   | Inter      |
| A     | Norvegia (bandiera)  | Emilie Haavi       | Roma       |

#### Premi individuali della stagione
Di seguito le vincitrici.
| Premio                 | Giocatore         | Squadra  |
| ---------------------- | ----------------- | -------- |
| Miglior portiere       | Francesca Durante | Inter    |
| Miglior difensore      | Elena Linari      | Roma     |
| Miglior centrocampista | Julia Grosso      | Juventus |
| Miglior attaccante     | Tabitha Chawinga  | Inter    |
| Miglior Under-21       | Chiara Beccari    | Como     |
| Miglior giocatrice     | Emilie Haavi      | Roma     |